# Le fond de l'air est frais
Le fond de l'air est frais est une chanson de Jacques Dutronc, sortie en 1971, sur l'album Jacques Dutronc. Classée au hit-parade, elle a été cosignée par l'auteur de bande dessinée Fred.

Le titre reprend une expression idiomatique, qui était déjà présente dans l'œuvre de Fred où elle est un gimmick souvent prononcé par ses personnages « pour combler ces grands moments de vacuité auxquels ils étaient parfois confrontés ». Si bien que dans une bande dessinée parue en 1969 (Le Matou matheux dans Rubrique-à-brac, tome 2), son auteur Gotlib fait prononcer cette phrase à Fred lui-même, qui apparaît dans l'histoire en tant que personnage. Le fond de l'air est frais est d'ailleurs aussi le titre d'un album de bande dessinée de Fred, un recueil d’histoires indépendantes, qui paraît en 1973 aux éditions Dargaud. 